# Lange Gasse 24 (Quedlinburg)

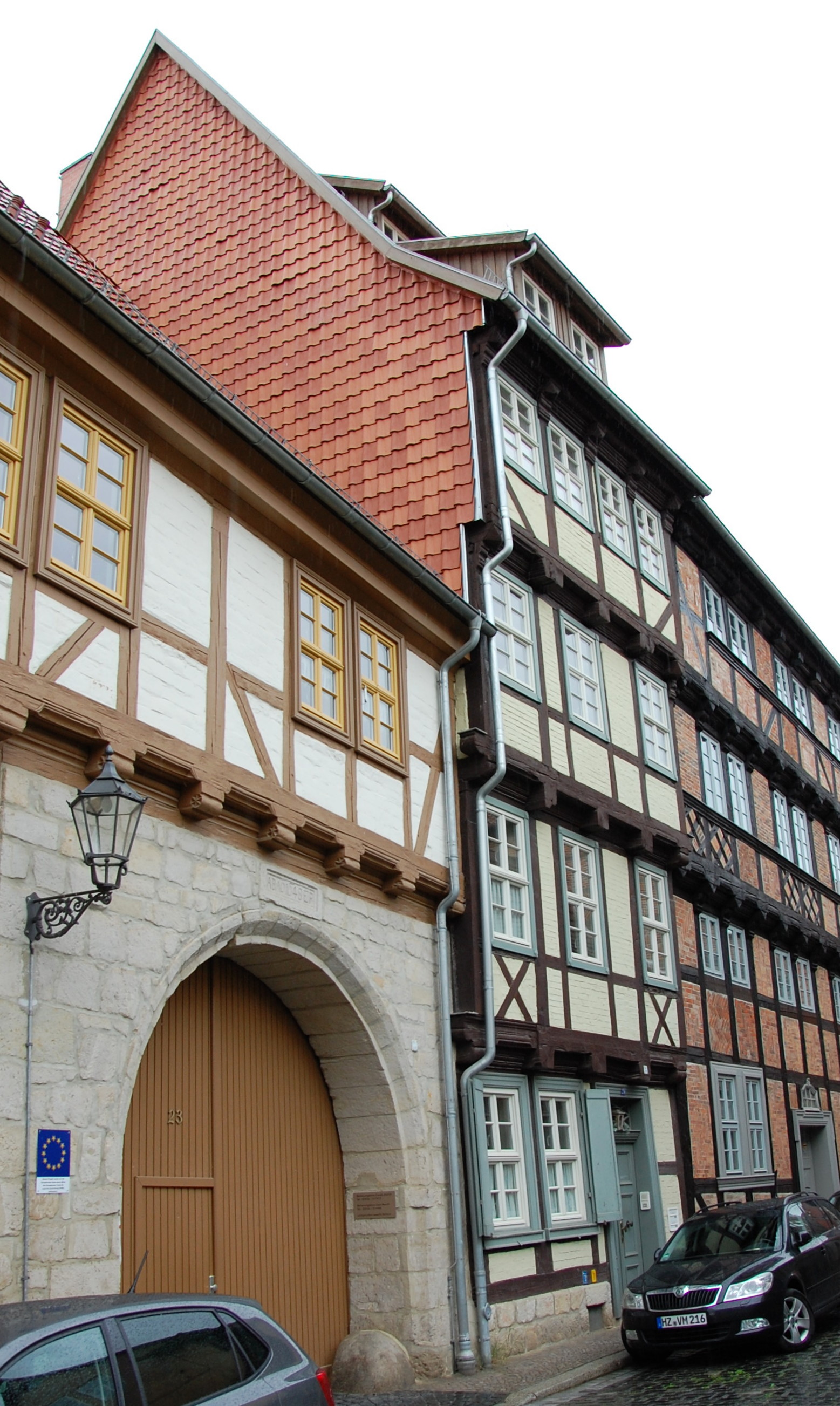
Haus Lange Gasse 24

Das Haus Lange Gasse 24 ist ein denkmalgeschütztes Gebäude in Quedlinburg in Sachsen-Anhalt.

## Lage
Das im Quedlinburger Denkmalverzeichnis als Wohnhaus eingetragene Gebäude befindet sich im Quedlinburger Stadtteil Westendorf. Östlich grenzt das gleichfalls denkmalgeschützte Haus Lange Gasse 23, westlich das Haus Lange Gasse 25 an.

## Architektur und Geschichte
Das hohe viergeschossige aber nur fünf Gebinde breite Fachwerkhaus stammt in seinem Kern aus der ersten Hälfte des 17. Jahrhunderts. Aus dieser Zeit sind die am Gebäude befindlichen Zylinderbalkenköpfe erhalten. Um 1680 erfolgte ein weitgehender Umbau des Hauses. Dabei wurde das Haus aufgestockt und ein drei Gebinde breiter Erker vor die drei Obergeschosse gesetzt. Im 19. Jahrhundert erfolgte ein erneuter Umbau. Vermutlich wurde hierbei auch der Erker wieder entfernt.
Die Haustür des Gebäudes stammt aus der Zeit um 1840.